# 有害垃圾
有害垃圾是指會对公众健康或环境有重大或潜在威胁的废物。有害垃圾可能以不同的物理状态存在，如气态、液态或固态。化學廢料就是典型的有害垃圾。處理有害垃圾時需要特殊手段，這與一般垃圾有所不同。
- 有害垃圾一般具有以下特征：
  - 可燃性
  - 可反應性
  - 腐蝕性
  - 毒性